# جک پرسکیان
جک پِرسِکیان (ارمنی: Ջեք Պերսեկյան ‏، ۱۹۶۲) هنرمند و موزه‌دار فلسطینی-آمریکایی است.در خانواده‌ای ارمنی در اورشلیم شرقی به دنیا آمد و در آنجا زندگی می‌کند. او مدیر سابق و سرپرست موزه فلسطین است. پرسکیان مؤسس و مدیر گالری آنادیل است که در سال ۱۹۹۲ به عنوان اولین گالری مستقل در فلسطین تأسیس شد. او همچنین مؤسس و مدیر مؤسسه المَعمَل برای هنرهای معاصر در اورشلیم است. 

## زندگی و پیشه
جک پرسکیان در یک خانوادهٔ ارمنی در اورشلیم شرقی در سال ۱۹۶۲ به دنیا آمد. او فعالیت خود را در دنیای هنر به عنوان نوازنده و مروج موسیقی در دههٔ ۱۹۸۰ آغاز کرد و سپس به هنرهای تجسمی روی آورد. پرسکیان پس از بازگشت از اقامت طولانی مدت خود در ایالات متحده در سال ۱۹۹۲، گالری آنادیل را در محلهٔ مسیحیان در شهر قدیمی اورشلیم، به عنوان اولین گالری مستقل در سرزمین‌های فلسطینی تحت اشغال اسرائیل، با تمرکز بر هنرمندان معاصر فلسطینی، تأسیس کرد. او هنرمند فلسطینی-بریتانیایی مونا حاطوم را در سال ۱۹۹۶ به اورشلیم دعوت کرد و متعاقباً اولین نمایشگاه خود را در فلسطین برپا کرد. او همچنین مؤسس و مدیر مؤسسهٔ المَعمَل برای هنرهای معاصر در اورشلیم است.
او در طول کار خود با المعمل، دوره‌های ۲۰۰۸ و ۲۰۱۰ «نمایشگاه اورشلیم» را که از آن زمان به عنوان یک رویداد فرهنگی هر دو سال یک بار در شهر قدیمی برگزار می‌شود، تثبیت کرد.در سال ۲۰۰۸، او رئیس هیئت داوران مسابقه هنری دوسالانهٔ آرتس موندی در موزهٔ ملی کاردیف، بزرگ‌ترین جایزهٔ هنری در بریتانیا بود. از سال ۲۰۰۹ تا ۲۰۱۱، او به عنوان مدیر مؤسس بنیاد هنری شارجه خدمت کرد، همراه با مسئولیت نمایشگاه دوسالانهٔ شارجه. او موقعیت خود را در مورد یک اثر هنری جنجالی که از نمایش هنری ممنوع شده بود، پس از مداخلهٔ سلطان بن محمد القاسمی، حاکم شارجه، از دست داد. پرسکیان از سال ۲۰۱۱ تا ۲۰۱۵ استاد مدعو در کالج سلطنتی هنر لندن بود. او همچنین به عنوان مدیر هنری رویداد هنری بین‌المللی قلندیا(۲۰۱۲) خدمت کرد که به عنوان دوسالانهٔ فلسطین در نظر گرفته شده است. در سال ۲۰۱۲، او یکی از سه عضو هیئت داوران افتتاحیه مسابقه بین‌المللی گالری‌بانی آک‌بانک صنعت بود.
در سال ۲۰۱۲، پرسکیان به عنوان مدیر و متصدی ارشد موزهٔ فلسطین، یک موزهٔ ملی که در بیرزیت، در شمال رام‌الله تأسیس شده است، استخدام شد. سه سال بعد، او راه خود را با موزه به دلیل آنچه که رسماً به عنوان «اختلاف در مورد مسائل برنامه‌ریزی و مدیریت» توصیف شد، جدا کرد. پرسکیان در ۲۴ اوت ۲۰۱۶ نشان لیاقت فلسطین را برای فرهنگ، علوم و هنر از سوی محمود عباس، رئیس‌جمهور فلسطین، دریافت کرد؛ به پاس قدردانی از تلاش‌ها، خلاقیت‌های هنری ممتاز و فعالیت مستمر وی در خدمت به بسیاری از مؤسسات فلسطینی در شهر بیت‌المقدس.
پرسکیان آشکارا از اشغال مستمر اراضی فلسطینی توسط اسرائیل از سال ۱۹۶۷ و تبعیض ناشی از آن نسبت به ساکنان غیر اسرائیلی انتقاد می‌کند. با استناد به تجربهٔ شخصی خود به عنوان یک فلسطینی غیر یهودی مقیم اورشلیم و تابع قوانین اسرائیل، می‌گوید که نمی‌تواند بدون به خطر انداختن وضعیت اقامت و دارایی خانه خانواده‌اش در اورشلیم شرقی، هیچ‌یک از پیشنهادهای شغلی پرسود بین‌المللی را بپذیرد که او را ملزم به ترک مرزهای شهری به مدت نیم سال کند.